# One Shot '80 Volume 4
One Shot '80 Volume 4 è la quarta raccolta di canzoni degli anni '80, pubblicata in Italia dalla Universal su CD (catalogo UMD77085, 025 7 77085 2) e musicassetta nel 1999, appartenente alla serie One Shot '80 della collana One Shot.
Raggiunge la posizione numero 4 nella classifica degli album in Italia, risultando il 71° più venduto durante il 1999.

## Tracce
Il primo è l'anno di pubblicazione del singolo, il secondo quello dell'album; altrimenti coincidono.
1. Falco – Der Kommissar – 3:44 (Johann Hans Hölzel, Robert Ponger) – 1981, 1982
2. a-ha – Take on Me – 3:44 (Paul Waaktaar-Savoy, Mags, Morten Harket) – 1985
3. Captain Sensible – Wot! – 3:16 (Raymond Burns) – 1982
4. Orchestral Manoeuvres in the Dark – Enola Gay – 3:31 (Andy McCluskey) – 1980
5. Murray Head – One Night in Bangkok (single version) – 3:53 (testo: Tim Rice – musica: Björn Ulvaeus, Benny Andersson) – 1984
6. Nick Kamen – Each Time You Break My Heart – 4:27 (Madonna, Stephen Bray) – 1986, 1987
7. Visage – Fade to Grey (album version) – 3:57 (testo: Midge Ure – musica: Billy Currie, John Christopher Payne) – 1980
8. Al Corley – Square Rooms – 3:40 (Al Corley, Peter John Woods, Harold Faltermeyer) – 1984
9. Opus – Live Is Life – 4:12 (testo: Ewald Pfleger – musica: Opus, Peter Niklas Gruber) – 1985, 1984
10. Fiction Factory – (Feels Like) Heaven – 3:29 (Eddie Jordan, Kevin Patterson) – 1983, 1984
11. Soft Cell – Tainted Love – 2:56 (Edward Cobb) – 1981
12. Village People – 5 O'Clock in the Morning – 5:02 (Jacques Morali, Henri Belolo, Dennis Frederiksen) – 1981
13. Re-Flex – The Politics of Dancing (long single version) – 4:16 (Paul Fishman) – 1983
14. The Romantics – Talking in Your Sleep – 3:56 (George Candler, Jimmy Marinos, Wally Palamar, Mike Skill, Peter Solley) – 1983
15. Eighth Wonder – Stay with Me – 3:17 (Patsy Kensit, Geoff Beauchamp) – 1985, 1987
16. Imagination – Body Talk – 5:56 (Leee John, Ashley Ingram, Steve Jolley, Tony Swain) – 1981
17. Yazoo – Don't Go (album version) – 3:03 (Vincent Clarke) – 1982
18. Drum Theatre – Eldorado (album version) – 3:59 (Kent Brainerd, Gari Tarn) – 1985, 1987
19. Richard Sanderson – Reality (album version, nel film Il tempo delle mele) – 4:48 (testo: Jeff Jordan – musica: Vladimir Cosma) – 1980